# Tsirananaclia milloti
Tsirananaclia milloti là một loài bướm đêm thuộc phân họ Arctiinae, họ Erebidae.